# Schronisko w Dupnicy Pierwsze
Schronisko w Dupnicy Pierwsze – schronisko w skałach Dupnicy we wsi Ryczów w województwie śląskim, powiecie zawierciańskim, w gminie Ogrodzieniec. Pod względem geograficznym jest to obszar Wyżyny Mirowsko-Olsztyńskiej, będącej częścią Wyżyny Częstochowskiej w obrębie Wyżyny Krakowsko-Częstochowskiej.

## Opis obiektu
Schronisko znajduje się we wschodniej części skał Dupnicy, w skałce, której południowa ściana znajduje się na obrzeżu niewielkiej polanki. Schronisko znajduje się w ścianie północnej opadającej na niewielką i porośniętą lasem kotlinkę. Główny otwór znajduje się na wielkiej szczelinie, której wylot zarastają krzewy. Strop tylko częściowo jest „zadaszony”, gdyż są w nim duże okna skalne. W pobliżu wejścia po prawej stronie znajduje się za stromym progiem ciasny i nieco meandrujący korytarzyk z drugim otworem. Niewielkie i ślepo zakończone szczeliny znajdują się także w tylnej części schroniska.
Schronisko powstało w wapieniach z okresu jury późnej. Boczny korytarzyk ma postać rury skalnej. Na ścianach schroniska występują ślady krasowej korozji, nacieki grzybkowe i polewy naciekowe. Namulisko w głównej sali schroniska jest piaszczysto-próchniczne, w bocznym korytarzyku jest częściowo piaszczysto-gliniaste z domieszką wapiennych okruchów, a częściowo skaliste.
Główna część schroniska jest widna, boczny korytarzyk jest mroczny, zaś końcowe odcinki bocznych szczelin są całkowicie ciemne. Na ścianach rosną mchy i porosty.

## Historia badań i dokumentacji
Śmieci świadczą o tym, że schronisko jest odwiedzane przez ludzi, a duża ilość odchodów zwierzęcych wskazuje, że jest wykorzystywane także przez dzikie zwierzęta. Po raz pierwszy opisał go Kazimierz Kowalski w 1953 roku. Nadał mu nazwę Schronisko w Ryczowie IV. W 1993 r.  plan i opis schroniska znalazł się w dokumentacji opracowanej dla Zarządu Zespołu Jurajskich Parków Krajobrazowych woj. katowickiego, a w 2000 r. w dokumentacji wykonanej na zlecenie Ministerstwa Środowiska. W obydwu dokumentacjach ma nazwę nadaną przez K. Kowalskiego. Plan jaskini opracował A. Polonius.

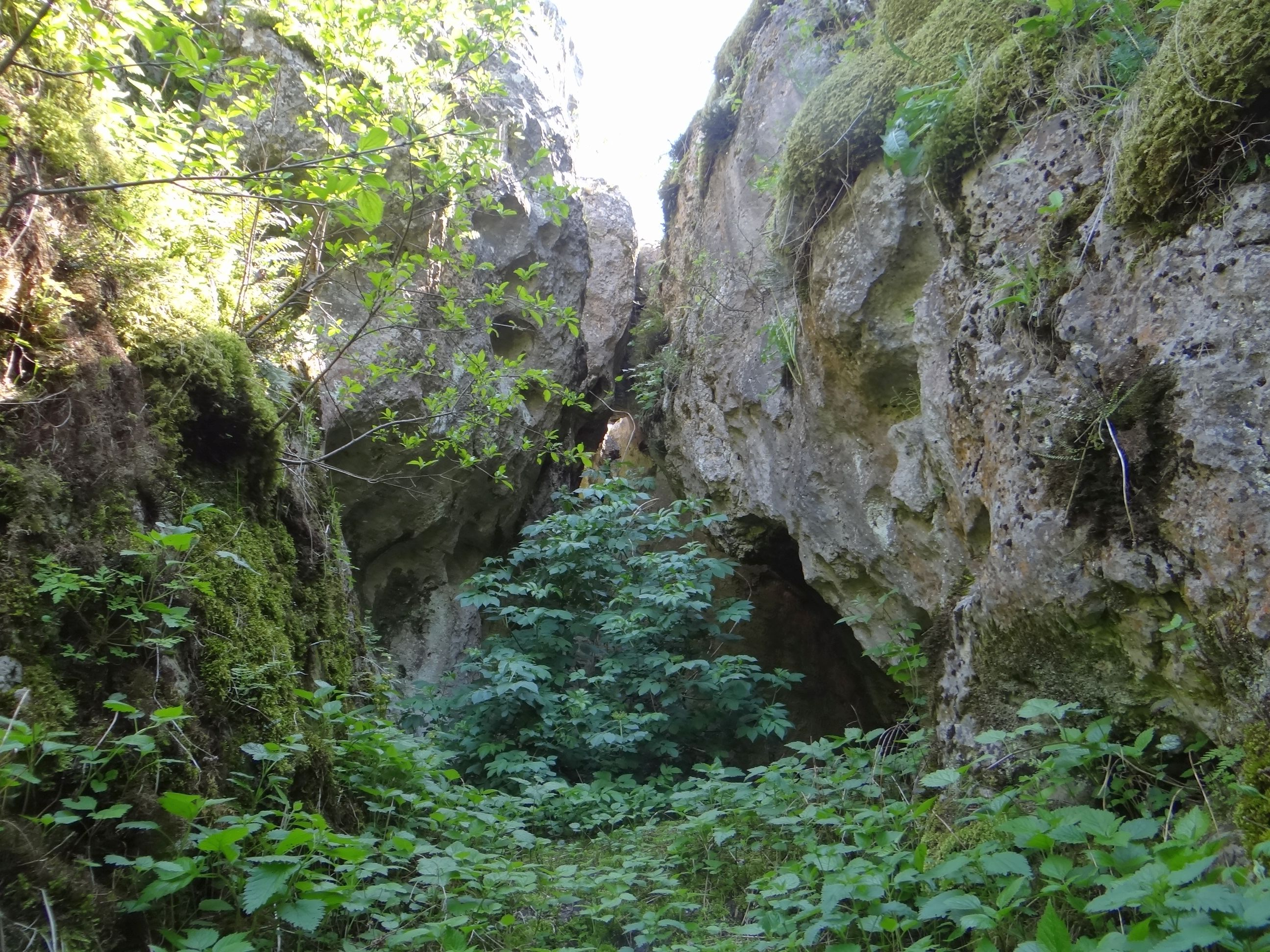
Wejście do schroniska
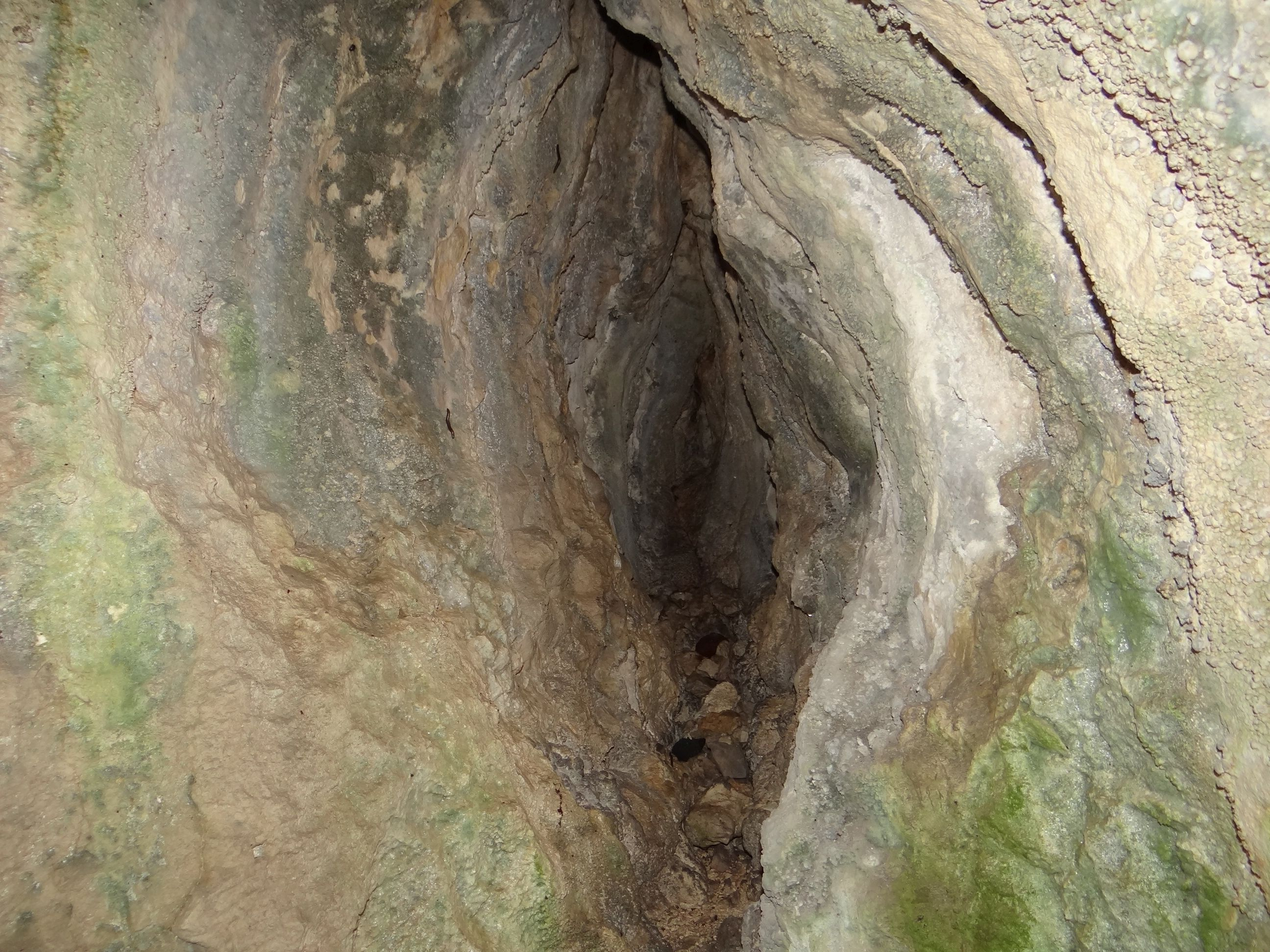
Boczna szczelina
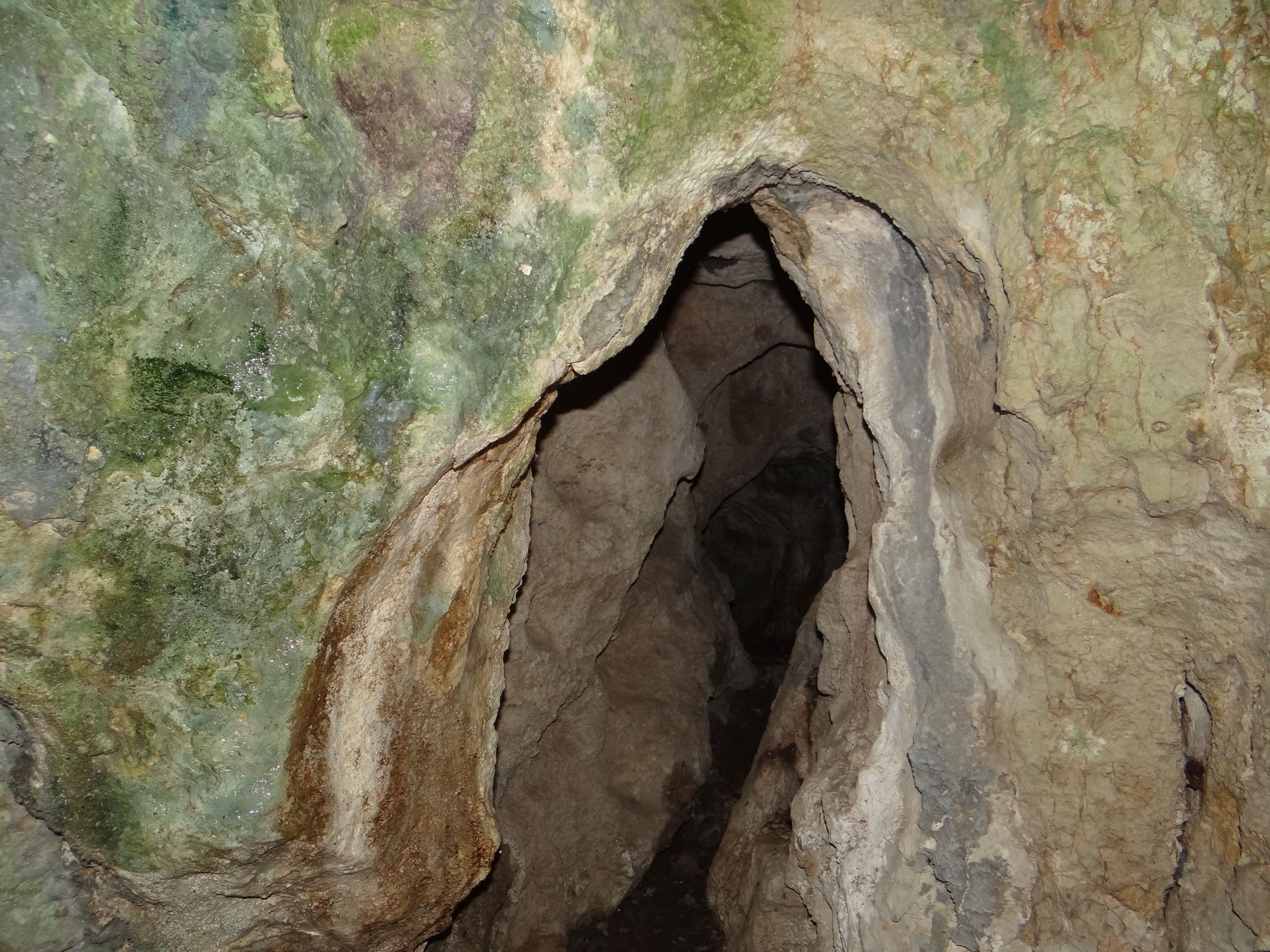
Boczny korytarzyk
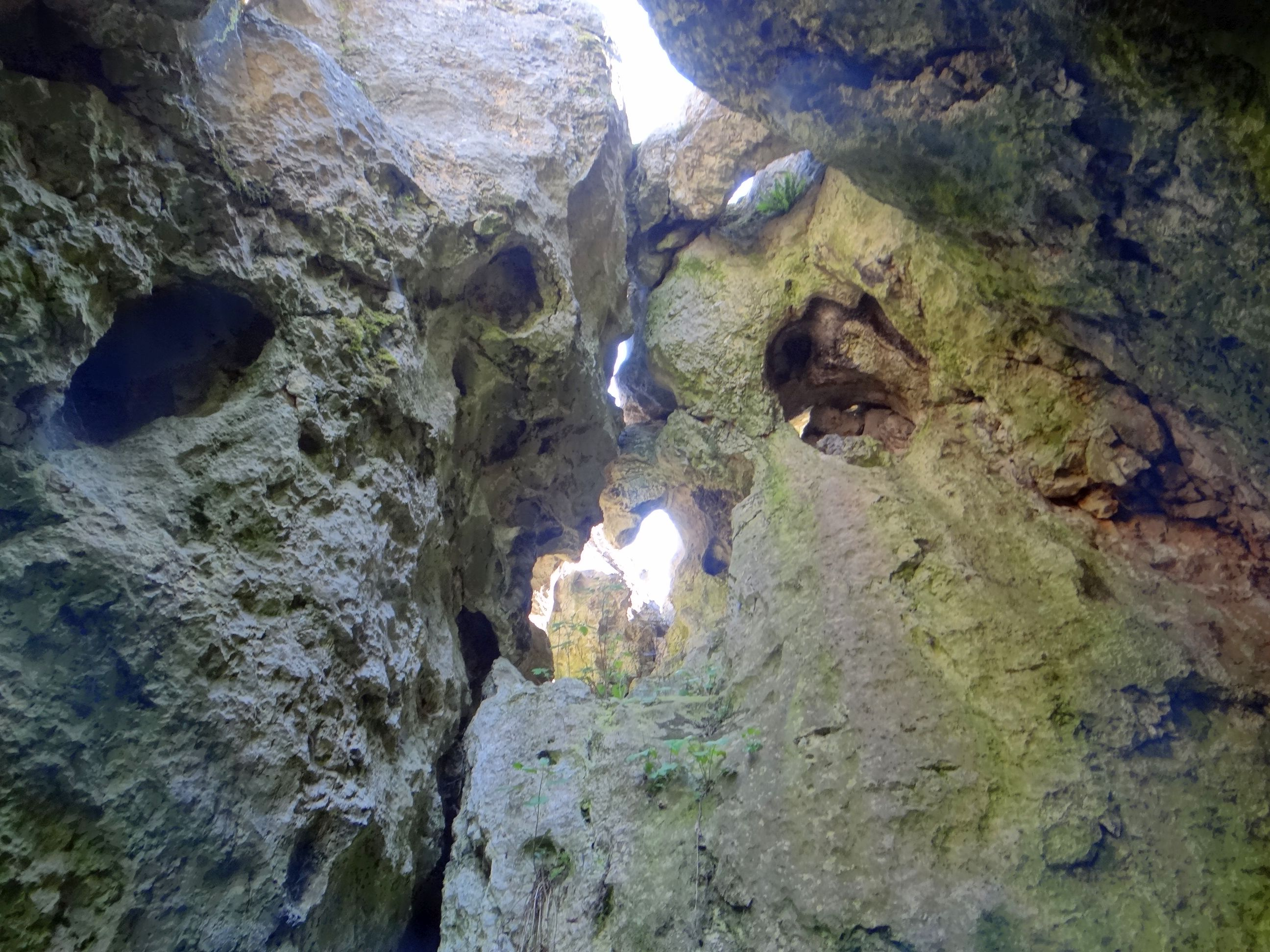
Strop
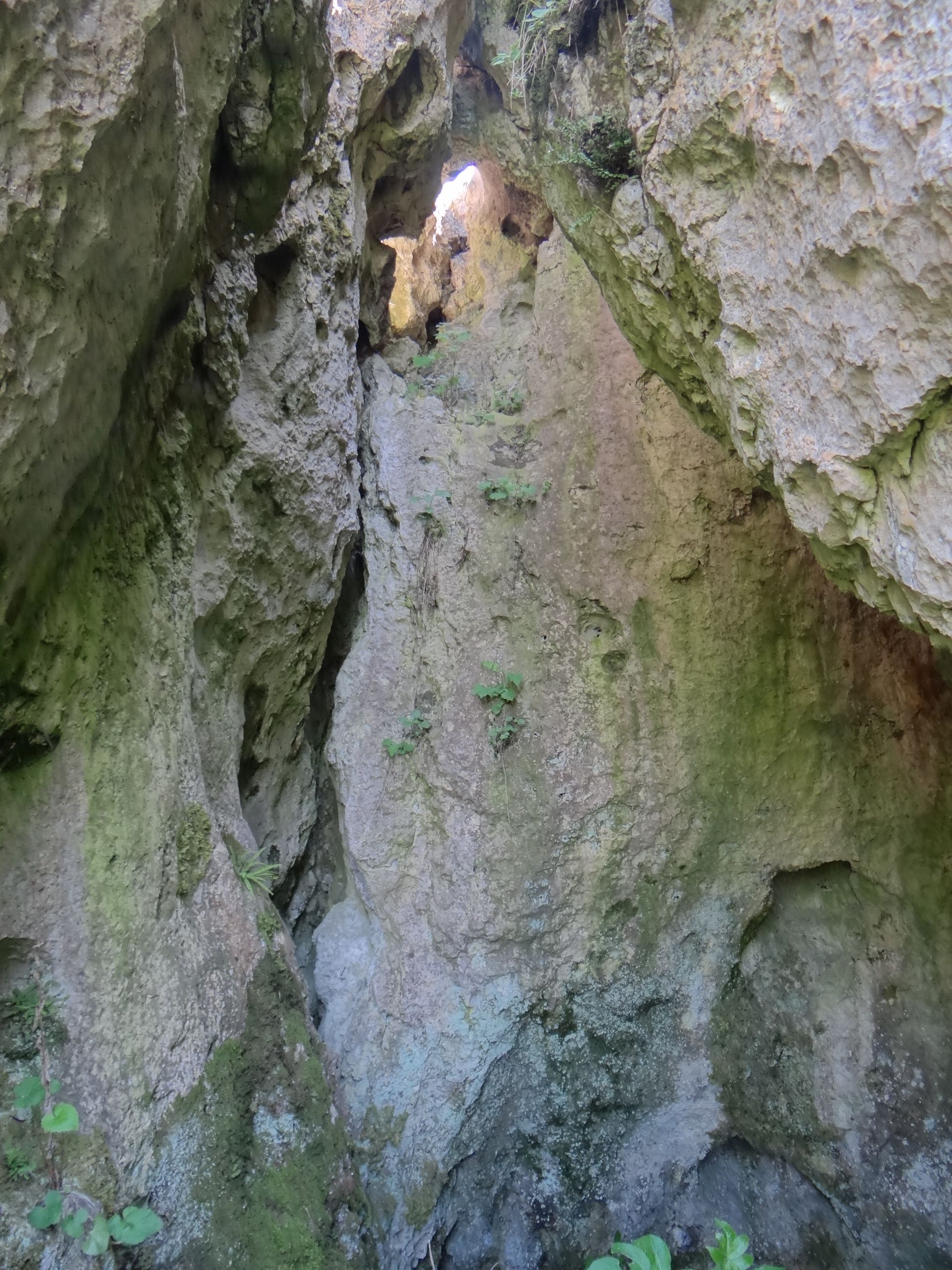
Główna sala
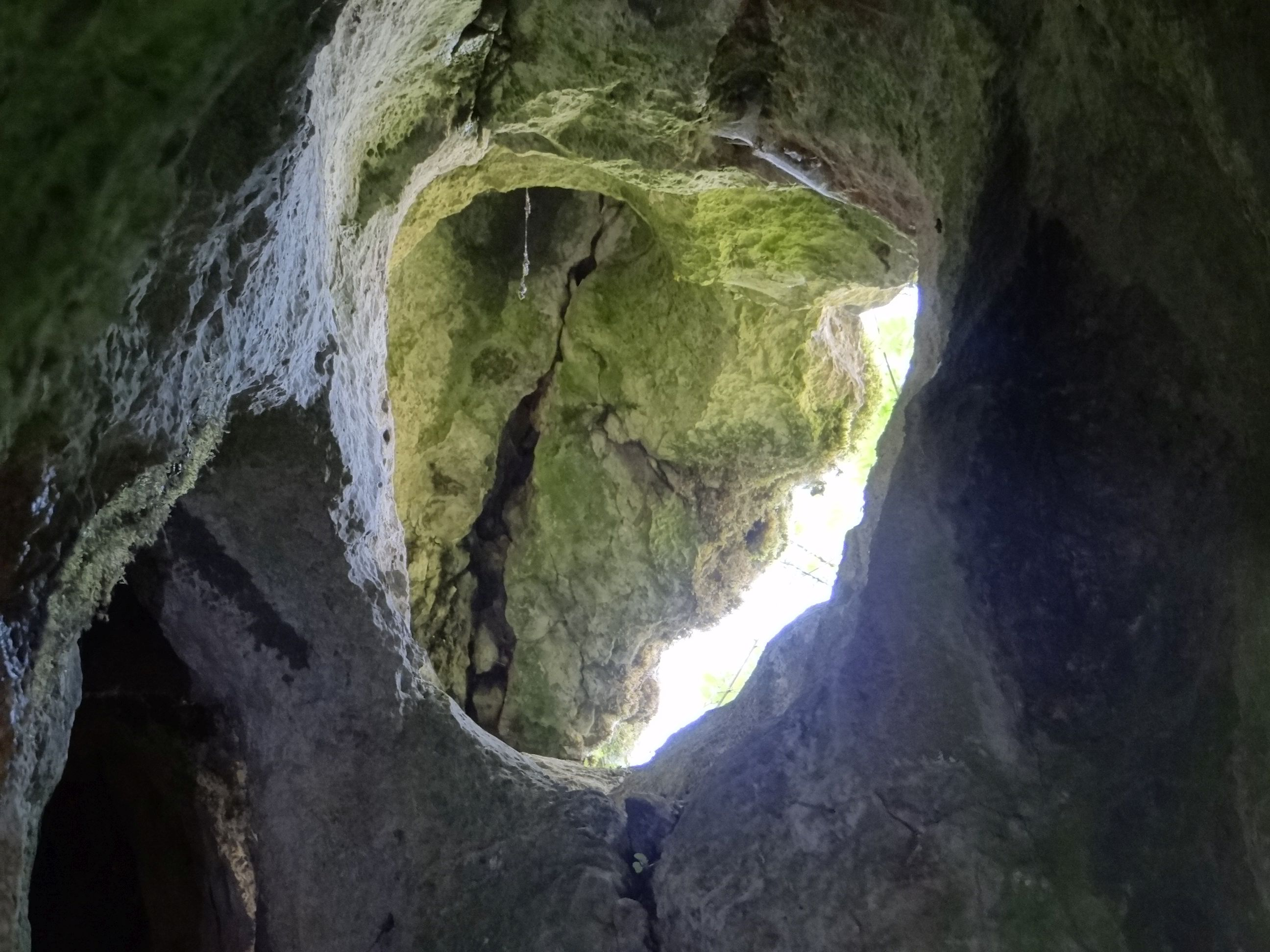
Okna w stropie